# Ли Мён Бак
Ли Мён Бак (кор. 이명박?, 李明博?; род. 19 декабря 1941, Осака) — президент Республики Корея с 25 февраля 2008 по 25 февраля 2013 года. В детстве носил японское имя Цукияма Акихиро (яп. 月山明博).
5 октября 2018 года суд в Сеуле приговорил бывшего президента к 15 годам тюрьмы по обвинению в коррупции и штрафу в $11,5 млн. 29 октября 2020 года Верховный суд оставил Ли в силе 17-летний приговор за взяточничество и хищение, а также штраф в размере ₩13 млрд ($11,4 млн) и дополнительную конфискацию в ₩5,78 млрд ($5 млн).

## Имена Ли Мён Бака
Ли Мён Бак родился в корейском жилом районе в округе Накакавати-кун, префектура Осака, Япония (теперь Хирано-ку, город Осака). В свидетельстве о рождении записано японское имя Ли Цукияма Акихиро.
В родовой книге Ли Мён Бак записан как Ли Сан Чон (кор. 이상정). Остальные три его брата имеют имена, которые также начинаются со слога «сан» (상 — «наравне», «между собой»). Полностью имя Ли Сан Чон переводится как «определяющий сам собой», «устанавливающий наравне с другими») . Что касается нынешнего его имени, записанного в паспорте, то Ли объяснил его происхождение тем, что его мать, когда ей в полнолуние приснилось, что она забеременела мальчиком, решила его назвать Мён (명 — «светлый», «ясный») Бак (박 — «широкий», «расширяющийся»), что можно перевести как «расширяющийся свет» или «человек, несущий свет, чистоту».

## Юность и образование
Его отец, Ли Чхун У (кор. 이충우), работал на животноводческой ферме в Японии, а мать, Чхэ Тхэ Вон (кор. 채태원), была домохозяйкой и христианкой. У Ли Мён Бака было три брата и три сестры, сам он был пятым из семерых детей.
После поражения Японии во Второй мировой войне в 1945 году его семья вернулась в родной город отца, Пхохан (кор. 포항), (пров. Кёнсан-Пукто, Южная Корея). При этом корабль, на котором они плыли, затонул у берегов Кореи, и семье еле удалось спастись. Но весь скарб, который они везли с собой, утонул вместе с кораблем, так что семье всё пришлось начинать с нуля. Но семья потом понесла потери не только в имуществе.
Во время Корейской войны (1950—1953) при бомбардировке города Пхохана авиацией СССР на глазах Ли Мён Бака были смертельно ранены его старшая сестра и младший брат.
Из-за войны отец Ли Мён Бака лишился работы и семья была вынуждена переехать и обосноваться в заброшенной церкви. Многодетная семья жила в одной комнате, в которой не только готовили, но и варили бражку, потому всё в доме пропахло спиртным. Про Мён Бака в школе говорили, что от него воняет спиртным, и он претерпел немало притеснений из-за этого.
Чтобы помочь семье, Мён Бак, будучи учеником начальной школы (это было самое трудное время для Кореи, так как шла война с её страшными людскими и материальными потерями) начал ходить по улицам и продавать спички, кимпап (завёрнутый в порфировые листы варёный рис с овощами), лепёшки из пшеничной муки и пирожные, пока его не поймала военная полиция.
Во время учёбы в неполной средней школе (кор. 중학교) был случай, когда он из-за дистрофии упал в обморок и потом четыре месяца не мог встать с постели. Тем не менее, он окончил школу вторым по успеваемости среди учеников всех выпускных классов.
О продолжении образования в то время могли думать только люди из привилегированных слоёв населения — платить за учёбу в полной средней школе (кор. 고등학교) было слишком большой обузой для семьи Ли Мён Бака, и поэтому родители не пустили его учиться дальше. В больших семьях все надежды возлагались на старших детей (в семье Ли — на старшего брата). Мён Бак не мог рассчитывать на получение высшего образования, поэтому он планировал помогать матери продавать хлеб, чтобы заработать деньги на образование старшего брата.
Однако, он узнал, что если все три года полной средней школы заканчивать первым по успеваемости по всей школе, можно получить стипендию и поэтому поступил в вечернюю школу, днём же торговал разнообразной мелочью, а чтобы соученики и знакомые не узнали его, ходил с надвинутой на глаза шляпой из пшеничной соломы (позже, когда его спрашивали о том, когда он испытывал самый большой стыд, он ответил: «Когда подростком торговал лепёшками перед женской школой»). Соученики были старше него на 3—4 года, но они говорили, что он позже займёт хорошее место. В итоге школу Ли Мён Бак закончил лучшим учеником.
Его учитель позволил ему посещать Коммерческую полную среднюю школу Тонджи в Пхохане с получением стипендии, что позволило ему работать днём и учиться по ночам.
Для того, чтобы дать старшему сыну Ли Сан Дыку (кор. 이상득) (в 2006—2008 годах Ли Сан Дык был вице-спикером парламента Южной Кореи) высшее образование, семья переехала в Сеул. Вместе с семьёй переехал в Сеул и Ли Мён Бак. Его мечта в то время была такова: каждый день ходить на работу и ежемесячно получать зарплату. Он решил, что такое место лучше будет найти, если иметь не простое среднее общее образование, а высшее или, может быть, неполное высшее, если из-за нехватки денег придётся бросить учёбу. Он приобрёл в магазине старых книг программу экзаменов в институт, и подал документы на коммерческий факультет университета Корё. Узнавшие о его поступлении в университет торговцы рынка Итэвон дали ему работу — по ночам убирать мусор на рынке, чтобы он мог заработать на оплату учёбы. Поскольку дом родителей был очень тесен, он ночевал то у друга, то в рабочем общежитии. Положенную ему как лучшему ученику стипендию он так и не получил, потому что, несмотря на угрозу лишения стипендии, поддержал спортсменов-одноклассников, отказавшихся однажды сдавать какой-то экзамен.
На третьем курсе в колледже в 1964 году Ли Мён Бак был избран председателем студенческого совета. Как раз тогда произошли беспорядки во время студенческой демонстрации против заключения Базового договора об отношениях между Японией и Кореей президентом Пак Чон Хи (кор. 박정희). В тот год продемократические демонстрации студентов достигли своего апогея, и усилилось негативное отношение общества к «переговорам между Сеулом и Токио», которые должны были способствовать росту денежной ликвидности для развития инфраструктуры.
В демонстрации Ли Мён Бак принял участие как председатель студсовета, привлёк 12 тысяч студентов из Сеула. После задержания его полицией был приговорён Верховным судом Южной Кореи по статье Уголовного кодекса «организация внутренних беспорядков» к 3 годам каторги с отсрочкой на 5 лет. 6 месяцев Ли просидел в печально известной уголовной тюрьме района Содэмун (кор. 서대문 형무소; сейчас там расположен музей). С этого момента ему присвоили звание «Активиста первого этапа демократизации».
После тюрьмы Ли Мён Баку дали возможность закончить учёбу в университете.

## Карьера
Имя Ли Мён Бака продолжало оставаться в чёрном списке службы безопасности как имя опасного смутьяна, из-за чего он не мог устроиться на работу. Тогда Ли решился на отчаянный шаг — написал письмо на имя президента Пак Чон Хи, и по указанию президента в 1965 году Ли был принят на работу в тогда ещё небольшую строительную компанию «Хёндэ Констракшн» (кор. «현대건설», англ. «Hyundai Construction») финансово-промышленной группы «Хёндэ». Проработав тридцать дней, Ли заработал прозвище «бульдозер». Он и действительно полностью разобрался в бульдозере, изучил его механизм и выявил причину частых поломок.
Компания имела контракт на строительство магистрали Патани—Наративат в Таиланде. Этот проект на 5,2 миллиона долларов США был первым корейским зарубежным проектом. Несмотря на то, что Ли был новым сотрудником, его отправили в Таиланд для участия в проекте. Через год во время работы в Таиланде произошло выступление недовольных рабочих, которые стали громить офис фирмы. Ли тогда забаррикадировался в комнате с сейфом, в котором хранилась документация и деньги, и сумел сохранить всё в целости, рискуя быть убитым или покалеченным разъярёнными рабочими. Хозяин группы всемирно известный Чон Чу Ён (кор. 정주영) запомнил Ли Мён Бака после этого эпизода и стал к нему приглядываться.
Строительство магистрали было успешно завершено в марте 1968 года. В 1970-х годах Ли Мен Бак участвовал в крупном проекте строительства моста в Малайзии и был близок к тогдашнему заместителю премьер-министра Махатхир Мохамад.
Через 5 лет после поступления на работу, в возрасте 29 лет, Ли стал членом совета директоров. В том же 1971 году, 19 декабря (в свой день рождения) он женился на Ким Юн Ок (кор. 김윤옥; род. 26 марта 1947 года в Чинджу, Южная Корея). Существует слух о том, что он сделал предложение своей невесте на кладбище, где похоронена его мать. На самом деле это произошло иначе. Они вдвоем приехали к кладбищу. Он оставил невесту за оградой, а сам пошёл к могиле матери и сказал вслух, что собирается жениться. Невесте же было боязно стоять одной за оградой кладбища, поэтому она пошла вслед за Ли, и в итоге услышала его слова, произнесенные для покойной матери. В будущем жена ему родила сына и трёх дочерей.
В 1971 году Ли Мён Бак приобрёл небольшую квартиру площадью 42 м² и впервые стал жить в благоустроенном жилище.
В 33 года врачи обнаружили у Ли вирусное воспаление печени и сказали, что ему нельзя работать. Жена услышала, что при этой болезни помогает мясо дикого речного угря, и сама ходила ловить их. В итоге Ли вылечился от этой болезни. Во всяком случае, в 1990 году врачи не нашли никаких следов воспаления и вирусов.
В 1977 году, в возрасте 35 лет, Ли Мён Бак занял пост исполнительного директора и стал самым молодым исполнительным директором в Южной Корее. При этом он продолжал работать так же много, как и прежде.
В 1988 году, в возрасте 47 лет, он стал председателем совета директоров «Хёндэ Констракшен».
После 27-летней карьеры в компании «Хёндэ» Ли Мён Бак решил заняться политикой.
О его успехах на посту руководителя фирмы говорит тот факт, что в год его поступления на работу в фирме насчитывалось 98 человек. В 1992 году, когда Ли покинул пост председателя совета директоров компании, в фирме работало 168 тысяч человек.

## Начало политической карьеры
В конце 1980-х годов у Ли Мён Бака появились мысли о политической деятельности.

В 1992 году он был избран в парламент по общенациональному списку правящей тогда Либерально-демократической партии (предшественницы нынешней ПВС). Во время своей предвыборной кампании он заявил, что баллотируется потому, что: 
«Я увидел, как изменился мир из-за одного человека — Горбачёва, и подумал, что и я должен что-то сделать.»

(кор. «고르바초프라는 한 인물로 인해 세계에 생긴 변화를 지켜보면서 나도 뭔가 일을 해야겠다고 생각하게 됐다»).
Политический путь Ли Мён Бака был непростым. В 1995 году он проиграл бывшему премьер-министру Чон Вон Сику (кор. 정원식) борьбу за право быть кандидатом от партии на пост мэра Сеула, в 1996 году на парламентских выборах победил в самом престижном округе Сеула, Чонно (кор. 종로), который считается номером 1 в южнокорейской политике, будущего президента Южной Кореи Но Му Хёна, но в 1998 году лишился парламентского мандата из-за обнаружившихся излишних расходов на выборную кампанию 1996 года и был оштрафован на 4 миллиона вон (более 4700 долларов США по среднему курсу 1997 года) за нарушение закона о выборах. В течение 1 года — с конца 1998 и до декабря 1999 года — во время пребывания в США он занимался исследовательской работой в качестве приглашённого специалиста в Университете Джорджа Вашингтона в округе Колумбия.
В 2002 году с большим преимуществом победил ставленника правящей тогда пропрезидентской Демократической партии нового тысячелетия (кор. 새천년민주당) Ким Минсока (кор. 김민석) в борьбе за пост мэра Сеула. Однако он снова был оштрафован — за то, что слишком рано начал свою предвыборную деятельность.

## Мэр Сеула
В должности мэра Сеула Ли Мён Бак достаточно успешно руководил городским хозяйством, создал много новых рабочих мест, а также решил некоторые транспортные проблемы — в 2007 году по его указу на одной из центральных дорог города, Ханганно (кор. 한강로), были проложены специальные автобусные линии. Линии были проложены вместо разделительной и двух крайних левых полос движения с каждой стороны — таким образом, автобусные линии и остановки оказались расположены посередине дороги, а не на обочинах. Автобусные линии начинаются от северной оконечности моста Хангандэгё (кор. 한강대교) и ведут почти до площади сеульского вокзала. В результате нововведения время поездки горожан из южных районов Сеула в центр города утром и из центра города в южные районы вечером по этому маршруту сократилось примерно в 2,5-3 раза.

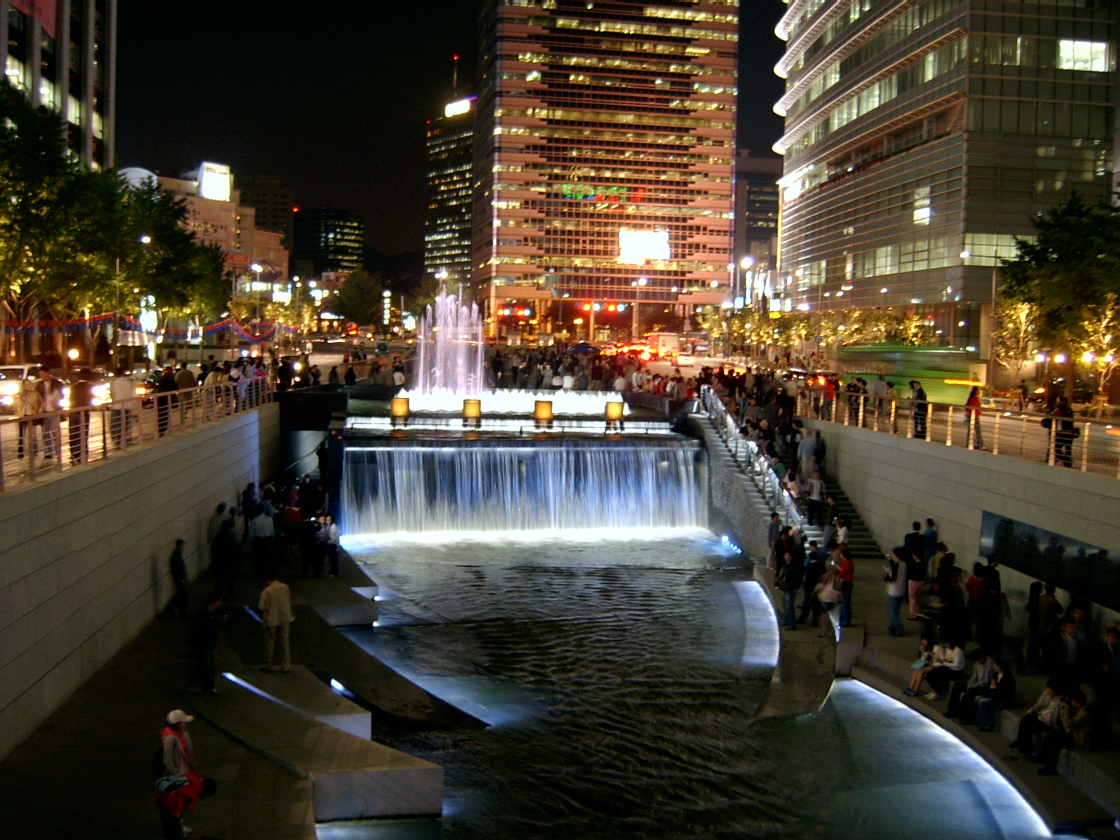
Чхонгечхон ночью

Также, Ли Мён Бак является автором плана по перестройке речки Чхонгечхон (кор. 청계천), протекающей через несколько районов Сеула, и прилегающей к ней территории. Некогда это была протекавшая посредине города грязная речонка, которую в конце 50-х годов заключили в трубу, проложенную от центра города на восток. В то время речка являлась одним из самых серьёзных источников загрязнений. Затем над закованной в трубы речкой построили автомагистраль на опорах.
Проект по восстановлению речки и прилегающей к ней зоны Ли Мён Бак единолично вынашивал в течение четырёх лет, тщательно вымеряя все основные показатели, включая, конечно, и финансовые затраты, и только потом представил его на обсуждение Комитета по строительству в городской мэрии. Проект был одобрен, хотя и не получил от горожан полного одобрения — у Ли Мён Бака было много противников, настаивавщих на том, что не следует тратить десятки миллионов долларов на создание искусственного ручья в центре Сеула. Однако сразу же после открытия Чхонгечхона 1 октября 2005 года, он пришёлся горожанам по вкусу, превратившись в туристическую зону и зону отдыха в самом центре Сеула.
Ещё одним амбициозным проектом мэрии Сеула под руководством Ли Мён Бака стал проект по созданию Сеульского леса. Это был ответ Сеула Центральному парку в Нью-Йорке и Гайд-парку в Лондоне. В Сеульском лесу насчитывается порядка 400 тысяч деревьев, проживают около ста различных животных, включая оленей и лосей. Лес был открыт для посещения в июне 2005 года, всего лишь через год после начала строительных работ.
Не только жители Сеула отдали должное заслугам президента Ли. В мае 2006 года азиатская версия журнала «Time» написала, что «Сеул, будучи некогда символом бетонных джунглей, превратился в зелёный оазис, и теперь подает пример другим азиатским городам, как надо заботиться и любить окружающую среду», поместив при этом фотографию Ли, сидящего на камнях посередине Чхонгечхона, и по щиколотку опустившего в воду свою ногу.
Площадь перед Сеульской мэрией была полностью забетонирована, но к маю 2004 года на её месте появился огромный зелёный газон. Периодически на площади перед мэрией проводятся концерты популярных исполнителей, а на зимний период она превращается в каток под открытым небом, разделённый на две части: для детей и для взрослых.
Кроме того, Ли Мён Бак заложил основу для превращения Сеула в международный финансовый центр, предложив руководителям крупнейших компаний и крупнейшим финансистам мира инвестировать средства в экономику Сеула.
Ли также принадлежит заслуга создания правительства, которое по уровню использования информационных технологий занимает первое место в мире.

## Президентские выборы 2007 года
10 мая 2007 года Ли официально заявил о своем намерении баллотироваться в президенты на предстоящих выборах от Партии великой страны. 20 августа 2007 года он одержал победу над Пак Кын Хе на предварительных выборах кандидата в президенты от Партии великой страны и стал кандидатом на пост президента. В течение предварительных выборов Ли был обвинен в получении прибыли от незаконной скупки и перепродажи земли в дорогом районе Догок в Сеуле.
В августе 2007 года в предварительном объявлении истцы заявили: «Мы подозреваем, что брат Ли Мён Бака претендует на землю в Тогок-доне, но не смогли установить настоящего владельца»
28 сентября 2007 года прокуратура официально сняла подозрения о том, что земля в Догоке принадлежит подставному лицу и заявила, что было проведено тщательное расследование всего дела, начиная с продажи земли, и теперь ясна суть дела.
В декабре 2007 года за несколько дней до президентских выборов, Ли Мён Бак объявил о том, что он передаст все средства обществу.
Поставленные им задачи, были отражены в «Плане 747» : 7 % ежегодное увеличение внутреннего валового продукта, 40 000 долларов США на душу населения, и добиться, чтобы Корея заняла 7-е место в мире среди экономически развитых стран. Важной частью его платформы был проект строительства большого корейского канала из Пусана в Сеул, который, как он полагал, помог бы в восстановлении экономики. Его соперники критиковали этот проект как сложновыполнимый и слишком дорогостоящий. Другие же были озабочены возможным побочным эффектом от реализации проекта, который мог быть нанесён окружающей среде.
Уйдя от своих прежних взглядов на Северную Корею, Ли Мён Бак объявил о плане «вовлечения» Северной Кореи в инвестирование. Ли обещал создать совещательный орган с Севером для обсуждения последующих экономических связей. Предполагалось, что в данном органе будут подкомитеты по экономике, образованию, финансам, инфраструктуре и социальному обеспечению, а также 40 миллиардный (долларов США) фонд сотрудничества. Он так же пообещал обратиться к Корейскому экономическому сообществу с просьбой установить законный и системный формат для реализации любого проекта, предложенного в ходе переговоров, и призвал создать штаб помощи в Северной Корее.
Его внешнеполитическая инициатива, пропагандирующая «вовлечение» Северной Кореи и укрепление союза США—Корея, была названа MB Doctrine.

## Президентство
Ли выиграл президентские выборы в декабре 2007 года, получив 48,7 % голосов. Однако явка избирателей была как никогда низкой для Южной Кореи. Он принёс присягу 25 февраля 2008 года, обещая восстановить экономику, укрепить отношения с США и «вести процесс» с Северной Кореей. Отдельно Ли Мён Бак отметил, что будет продолжать проводить политику «глобальной демократии» и налаживать дальнейшее сотрудничество с такими соседними странами, как Япония, Китай и Россия, и пообещал укрепить отношения между Южной Кореей и США и придерживаться твёрдого политического курса в отношении КНДР.
Спустя два месяца после инаугурации, рейтинг Ли Мён Бака составлял 28 %, а к июню 2008 года опустился до 17 %. Обсуждение президентами США и РК вопроса ратификации соглашения о свободной торговле между США и Республикой Корея (KORUS FTA) вызвало недовольство со стороны законодателей обеих стран. Ожидалось, что согласие Ли Мён Бака, данное во время саммита, на частичное снятие запрета на импорт американской говядины поможет устранить препятствия для одобрения соглашения о свободной торговле в США, однако корейцы отнеслись крайне враждебно к разрешению на импорт американской говядины.
Корейское правительство выступило с заявлением о том, что к яростным протестующим будут применены санкции, а также приняты все меры, чтобы предотвратить столкновения протестующих с полицией.
Протест длился более 2-х месяцев и в конечном итоге изначальная цель пикетирования — протест против импорта американской говядины — сменился бурным протестом оппозиции. Тем самым был нанесён огромный ущерб бизнесу, а социальные затраты составили около 3,751,300,000,000 вон.
Как только правительство добилось большей стабильности, рейтинг администрации президента быстро поднялся до 32,8 %. С момента возобновления импорта американской говядины, все большее и большее количество людей стало её покупать. Сейчас Америка имеет второй по величине рынок в Корее после Австралии.
Ли Мён Бак начал отвоевывать свои экономические позиции.

### Внутренняя политика

#### Политика в области образования
Предлагая специально разработанную систему образования, администрация президента Ли основала Национальный стипендиальный фонд, который предоставлял студенческие кредиты. В дополнение к этому правительство поддерживало систему «оплаты с отсрочкой» для тех, кому тяжело платить за обучение.

#### Политика в области религии
Буддийский Орден Чоге много раз терпел неприязненное отношение со стороны правительства Ли Мён Бака, убеждённого христианина. В частности, правительство Ли Мён Бака урезало государственное финансирование буддизма, не признало на государственном уровне День Рождения Будды (Праздник Лотосовых Фонарей) и запретило вводить храмовые имена Ордена Чоге в новую систему адресов.

#### Политика в области экономики
«Mbnomics» — термин, применяемый к проводившейся Ли Мён Баком макроэкономической политике. Термин, полученный сложением инициалов Мён Бак (Mb) и слова «экономика».
Центральной частью плана Ли Мён Бака по восстановлению экономики являлся его «План 747». Правительство Ли Мён Бака получило распоряжение создать новую Корею, в которой «живут богатые люди, доброжелательное общество и сильное государство». Для достижения данной цели, Ли Мён Бак планировал следовать стратегии практической рыночной экономики: «Разумная рыночная экономика», «Эмпирический прагматизм» и «Демократический активизм».
Также Ли Мён Бак решил в ближайшие десятилетия увеличить использование источников энергии с низким содержанием углерода. Правительство Ли Мён Бака надеялось стать связующим звеном между бедными и богатыми странами в борьбе с глобальным потеплением, поставив себе задачу сократить выбросы парниковых газов к 2020 году.
В связи с разразившимся в США финансовым кризисом, президент Ли особо отметил важную роль сотрудничества политических и деловых кругов. Также он предложил трёхстороннюю встречу между министрами финансов Республики Корея, Японии и Китая с целью скоординировать политику для преодоления кризиса.

### Внешняя политика
Основная цель проводимой государством внешней политики может быть сформулирована, как восстановление четырёхсторонней дипломатии, уделяющей особое внимание проблеме нераспространения ядерного оружия на Корейском полуострове. Для решения северокорейской ядерной проблемы необходимо тесное сотрудничество между странами на шестисторонних переговорах.
Укрепление союза Южной Кореи и США, основанного на общих ценностях и взаимной пользе, важно для того, чтобы позволить Корее принимать ответные меры и иметь влияние на развитие ситуации в Северной Корее и Северо-Восточной Азии.

#### Политика в отношении Северной Кореи
Основная задача правительства относительно межкорейских отношений сформулирована в плане «Безъядерный статус, открытость, 3000» — плане, способствующем росту взаимного уважения и пользе для обеих Корей, экономическому развитию и благополучию людей, живущих на Корейском полуострове.
На сегодняшний день, межкорейские отношения находятся в переходном периоде. Однако администрация президента дала понять, что будет проводить более продуктивную политику, которая будет способствовать мирному объединению только после того, как Северная Корея откажется от своих ядерных амбиций и станет более открытой.

## Президентские выборы 2012 года
В выборах 2012 года Ли Мён Бак не участвовал, так как Конституция Республики Корея запрещает одному человеку быть президентом более одного раза, в связи с чем 25 февраля 2013 года его президентские полномочия прекратились. 19 декабря Президентом была избрана Пак Кын Хе, представительница той же партии — «Сэнури».

## Уголовное преследование и арест

### Коррупционные обвинения в адрес родственников
Ли критиковался за кумовство по отношению к своему старшему брату Ли Санг Дуку, личному помощнику которого было предъявлено обвинение в получении 0,5-0,6 миллиона долларов от SLS Group. Сам Ли Санг Дук также отсидел 14 месяцев в тюрьме за получение взяток от Верховного прокурора Соломона за вымогательство средств для проекта «Четыре крупных реки».

### Задержание
14 марта 2018 года Ли Мён Бак был вызван в генеральную прокуратуру Республики Корея в качестве подозреваемого в совершении различных правонарушений во время нахождения на посту лидера страны, в том числе в организации коррупционной сети. На допросе экс-президент опровергал выдвинутые против него обвинения, назвав их «местью его противников во главе с нынешним президентом Мун Чжэ Ином». Генеральная прокуратура запросила ордер на арест Ли.
Уже 22 марта Ли был задержан по обвинению в получении взяток на сумму 11 миллиардов корейских вон (примерно 10 миллионов долларов США) и подтасовки на сумму 35 миллиардов корейских вон (примерно 33 миллиона долларов США).
Его обвинили в получении взятки от Samsung в размере почти 6 миллионов долларов в обмен на президентское помилование председателя Samsung Ли Гон Хи, который находился в тюрьме за уклонение от уплаты налогов и мошенничество с акциями. Утверждается, что эти деньги были использованы для оплаты юридических услуг DAS, фирмы по производству автомобильных запчастей, принадлежащей брату Ли.
Ли также обвиняется в хищении 700 тысяч долларов государственных денег, которые первоначально были выделены для разведывательного управления Сеула, а в начале апреля ему было предъявлено обвинение во взяточничестве. В общей сложности Ли Мён Баку были предъявлены обвинения по 16 пунктам, включая растрату, взяточничество и злоупотребление властью.

### Приговор
5 октября 2018 года Ли Мён Бак был признан виновным во взяточничестве, растрате и злоупотреблении властью и приговорён к 15 годам лишения свободы. Ему также было назначено выплатить штраф в размере 13 миллиардов вон (11,5 миллиона долларов). Дело о коррупции сильно испортило его статус первого лидера государства с бизнес-опытом, который когда-то символизировал экономический подъём в стране. Ли был осужден через шесть месяцев после того, как его преемница и тоже консерватор Пак Кын Хе была признана виновной в отдельном коррупционном скандале, который спровоцировал крупнейшие политические потрясения в стране за последние десятилетия. Связанные друг с другом скандалы серьёзно ослабили позиции консерваторов в Южной Корее и усугубили национальный раскол. Центральный окружной суд Сеула признал Ли виновным в хищении 24,6 миллиарда вон (21,7 миллиона долларов) из принадлежащей ему компании, получении взяток от Samsung, причинении убытков государственному бюджету и совершении других преступлений.
6 марта 2019 года Ли Мён Бак был освобождён от тюремного заключения в связи с ухудшившимся состоянием здоровья.
29 октября 2020 года Верховный суд оставил Ли в силе 17-летний приговор за взяточничество и хищение, а также штраф в размере 13 миллиардов вон (11,4 миллиона долларов) и дополнительную конфискацию в 5,78 миллиарда вон (5 миллионов долларов). Экс-президент был вновь заключён под стражу сразу после судебного заседания.
27 декабря 2022 года Ли Мён Бак был помилован. 81-летний экс-президент был освобождён из тюрьмы в связи с ухудшающимся состоянием здоровья.

## Награды и звания
Награды
- 2011 — Орден Заида (ОАЭ)
- 2009, 13 мая — орден Золотого орла (Казахстан)

Звания
- 2007 «Герой защиты окружающей среды» — объявлен журналом «Тайм»
- 2005 «Человек 2005 года» — звание присвоено журналом «Прямые инвестиции» (fDi), входящего в концерн «Файнэншл таймс»
- 1999 Лидер бизнеса XXI века в Республике Корея — включен в список 30 ведущих бизнесменов страны «Ежедневной экономической газетой» и Федерацией южнокорейской промышленности
- 1998 Один из 50 лидеров, внёсших большой вклад в развитие страны — список лидеров составлен газетой «Чосон ильбо»
- 1985 Награждён государственным орденом «Золотая башня»" — «Промышленный орден» 1-й степени
- 1984 Награждён государственной наградой «Гражданским орденом»

## Публикации
- 2007 г. — «Мать» (кор. «어머니»)
- 2007 г. — «Твёрдое обещание Ли Мён Бака» (кор. «이명박의 흔들리지 않는 약속»)
- 2007 г. — "" (кор. «온몸으로 부딪쳐라»)
- 2005 г. — «Чхонгечхон течет в будущее» (кор. «청계천은 미래로 흐른다»)
- 2002 г. — «Надейся, когда другие говорят об отчаянии» (кор. «절망이라지만 나는 희망이 보인다»)
- 1995 г. — «Чудес не бывает» (кор. «신화는 없다»)